# Raus plantering
Raus plantering, numera oftast endast Planteringen, är en stadsdel i södra Helsingborg, som fått sitt namn av de stora tallplanteringar från 1800-talets början som skulle binda flygsanden i området. Den 31 december 2020 hade statistikområdet Planteringen 3 098 invånare.
Två kända svenskar har vuxit upp i dessa kvarter: kapellmästaren Leonard Landgren och industrimannen Ruben Rausing.

## Historia
Marken som Raus plantering nu står på var förr kronojord belägen vid Öresundskusten och bestod av stora flygsandfält som användes som fäladsmark av bönderna i trakten. Genom området sträckte sig landsvägen till Landskrona ner till Råå. På 1700-talet donerades marken genom ett skifte, där en del av marken tillföll Helsingborg stad och resten Raus och Pålstorps byar. Byarna erbjöd sin del av marken till Helsingborgs stad, som dock avböjde. Marken styckades istället upp mellan byarnas bönder och med stöd av pengar från kronan påbörjades 1814 en utplantering av tallar i ett försök att binda flygsanden i området. Planteringen sträckte sig från Bollbrolyckan, numera Stadsparken, i Helsingborg hela vägen ner till Råå. Denna benämndes Raus plantering respektive Pålstorps plantering och gav därigenom den nuvarande stadsdelen dess namn. Trots försöken var marken praktiskt taget obrukbar och användes mest som betesmark. 
Raus del av markerna låg till största delen öster om landsvägen, medan Pålstorps delar låg väster om denna, samt i anknytning till Helsingborgs stadsgräns. Det var vid stadsgränsen som den första bebyggelsen i området dök upp i början av 1800-talet i form av ett torp, byggt av skräddare N. P. Paulsson, kallat Skräddarehuset. Gården kom så småningom att utvecklas till ett landeri under namnet Menlösa. Under perioden 1840 till 1870 tillkom endast ett fåtal hus längs landsvägen. Senare tillkom ett badhus knutet till verksamheten vid Ramlösa hälsobrunn, byggt 1877. 

### Municipalsamhället och inkorporeringen
Den allt mer vildvuxna bebyggelsen började bli ett problem för området och för att kunna reglera bebyggelsen, samt införa hälsovårdsstadgar, bildades 22 juni 1904 Raus planterings municipalsamhälle. År 1906 hade man satt upp en byggnadsnämnd som genast lät upprätta en plankarta över området. Efter synpunkter reviderades stadsplanen ett antal gånger, men dess idéer kom dock aldrig att genomföras i Raus plantering, däremot i området Miatorp i söder. Utbyggnaderna i området fortsatte trots detta och 1905 etablerades Helsingborgs Ljusfabriks AB, senare Lux. Mellan planteringen och Miatorp uppfördes 1905–1906 vagnhallar och elverk åt Decauvillen, som 1906 byggdes om till normalspår.
Municipalsamhället blev däremot inte långlivat, då hela Raus landskommun, i vilket Raus plantering ingick, inkorporerades i Helsingborgs stad 1918. Något som fick stor betydelse för den nya helsingborgsstadsdelen var det markbyte som genomfördes mellan Helsingborgs stad och Skånska husarregementet i och med regementets flytt till Berga kasern 1912. I och med detta fick staden tillgång till de gamla exercisfälten öster om den gamla landsvägen, numera Planteringsvägen. Delar av marken styckades av staden senare av som industritomter, medan resterande delar användes till rangerbangård. På 1920-talet skedde en stor utbyggnad av egnahemshus i området, främst kom denna utbyggnad dock att ske i Miatorp. Bebyggelsen i området hade nu gjort att Raus plantering, inklusive Miatorp och sedermera Högasten, hade sammanbundit Helsingborg med Råå.

## Stadsbild
Planteringen är belägen något söder om Helsingborgs centrumbebyggelse, invid hamnområdet. Den stora hamnverksamheten, samt järnvägs- och industriområden, avskärmar dock bostadsområdet i stadsdelen från resten av staden i norr och i öster. Väster om bostadsområdet ligger Sydhamnen, vars bebyggelse domineras av Svenska lantmännens stora siloanläggning för spannmål, och i norr ligger Gåsebäcks industriområde. I öster Helsingborgs godsbangård och mellan denna och bostadsområdet ligger ännu ett industriområde. Från godsbangården löper järnvägsspår, dels till hamnområdet och dels till Helsingborgs centralstation, som även dessa bidrar till att skärma av stadsdelen från den centrala staden, då spåren måste överbryggas av viadukter. Särskilt dominant av dessa är den långa Söderviadukten. Dock har Helsingborgs stad genom projektet H+ planer på att gräva ner järnvägsspåren mellan Helsingborg C och godsbangården, vilket innebär att Söderviadukten rivs och gatan åter sänks till marknivå. I projektet ingår även en möjlig omvandling av Gåsebäcks industriområde som kan öka kontakten mellan stadsdelen och Helsingborgs centrala delar.

### Arkitektur
Bostadsområdet avskärmas i norr av Sydhamnsgatan och i öster av Planteringsvägen. Genom stadsdelen löper Industrigatan som områdets huvudgata. Bostadsbebyggelsen i området är av en mycket varierad karaktär med gatehus, kringbyggda kvarter, friliggande flerbostadshus, radhus, villor och bevarade industribyggnader, allt i varierande ålder. I de norra delarna ligger öster om Industrigatan ett antal gatehus från områdets tidigaste historia, men även en del flerbostadshus längst i öster och väster. Väster om Industrigatan ligger ett område till största delen utgjort av parhus från 1900-talets andra hälft. 
De centrala delarna av området domineras av flerbostadsbebyggelse av skiftande karaktär. Särskilt dominerande är miljonprogramsbebyggelsen mellan Wienergatan och Fridhemsgatan, särskilt de friliggande skrivhusen i tio våningar inne i kvarteret Rosenknoppen. Den enhetliga senmodernistiska bebyggelsen i kvarteret bryts dock av i hörnet Industrigatan/Västra Fridhemsgatan av byggnader från sent 1800-tal och tidigt 1900-tal, då främst hus i 20-talsklassicism, som här även kan hittas på Industrigatans västra sida. I kvarterets nordvästra hörn, vid korsningen mellan Industrigatan och Wienergatan, finns ett mindre torg, kallat Wienertorget. Bebyggelsen söder om kvarteret Rosenknoppen delas av Tryckerigatan upp i två delar: i öster en traditionell kringbebyggd kvartersbebyggelse, främst från 1920- och 30-talen, och i väster ett bostadsområde från 1980- och 90-talen bestående av både flerbostadshus i större skala och ett radhusområde. Söder och väster om detta område skiftar bebyggelsen karaktär helt och utgörs av två sammanhängande villaområden: ett större vid Östra Tallgatan, Lövstigen och Barrstigen, och ett mindre vid Västra Tallgatan och Södra Ljungstigen.

### Grönområden
De grönområden som finns i stadsdelen domineras av rester av den tallskog som planterades ut vid 1800-talets början och som gett området dess namn. Dessa trädplanteringar hjälper på sina ställen till att skärma av bostadsbebyggelsen från hamnverksamheten. De största av dessa ligger i stadsdelen sydligaste del. Den större av dessa är Triangelskogen, belägen i anknytning till villaområdet mellan Industrigatan och Planteringsvägen. Den något mindre ligger väster om Industrigatan och benämns Talldungen. I denna finns även en mindre idrottsplats med löparbanor och fotbollsplan. Resterna av tallplanteringen kan hittas längs hela södra Helsingborgs kust nära del och har av Helsingborgs stad sammanbundits i den så kallade Tallskogsleden, en vandringsled som löper från Raus plantering i norr till Råå fiskeläge i söder. En av stadens nyaste och största lekplatser, med en multiarena, grillplatser och odlingslådor återfinns strax norr om Wienertorget.

### Utbyggnad
Vid denna tid började stadsdelen Söder i Helsingborg, som gränsade till området i norr, bli fullt utbyggd. Därför riktades intresset till de obebyggda markerna strax söder därom. Byggherrarna såg även det faktum att områdets bebyggelse inte var reglerad, som den var i på Söder, som en fördel. Snart styckades därför området närmast stadsgränsen som byggnadstomter. Långa gator, som sträckte sig från landsvägen ner till sundskusten drogs upp, vilket skapade karakteristiska långsträcka kvarter. I det nya bostadsområdet bosatte sig till exempel flera slaktare, som på så sätt undvek hälsovårdsregelverket i Helsingborg, men även hantverkare och arbetare. Bebyggelsen bestod mest av 1-vånings gatuhus, med vid slutet av 1880-talet tillkom även tvåvåningshus. Husen var mestadels byggda av tegel, men det förekom även korsvirkeshus täckta med träpanel. Bristen på regelverk utnyttjades dock av oseriösa byggherrar och många hus var av dålig kvalitet, något som gav området ett dåligt rykte. Söder om det nya bostadsområdet tillkom mer lantlig bebyggelse i form av de landeriliknande gårdarna Fridhem, Mathilda och Rosentorp.
Någon som tidigt insåg områdets potential var konsul Nils Persson, som tillsammans med sina kompanjoner köpte upp stora delar av markerna. Persson låg tillsammans med konsul August Sylvan även bakom Helsingborg-Råå-Ramlösa järnväg, även kallad "Decauvillen", invigd 16 juli 1891, som innebar en kraftig kommunikationsförbättring för området. Banan drogs mellan landsvägen och kusten och passerade därför igenom flera kvarter. Järnvägens tillkomst ökade utbyggnaden av området och flera industrier började nu etablera sig här. Förlustelsestället Sommarlust, tidigare Rosentorp, såldes 1893 till Allers Familje-Journals Tryckeri AB, som uppförde tryckeri och kontor. Andra företag som nu etablerade sig var Nilssonska maltberederiet och Helsingborgs Sodafabriks AB. Konsulerna Persson, Sylvan och Stewénius gjorde vid 1890-talets slut upp en plan över området och började sälja av tomter. Planen skiljde sig från de tidigare långsträckta gatorna och istället använde man sig av ett traditionellt rutnätsmönster. Den ökande befolkningen resulterade i att Raus planterings skola uppfördes 1894. Fler industrier tillkom, till exempel Helsingborgs Jaquard Wäfverie AB 1898, som blev ett dominerande inslag i stadsbilden. Samma år byggdes Skånska Oljerenings AB.

### Sanering och miljonprogram

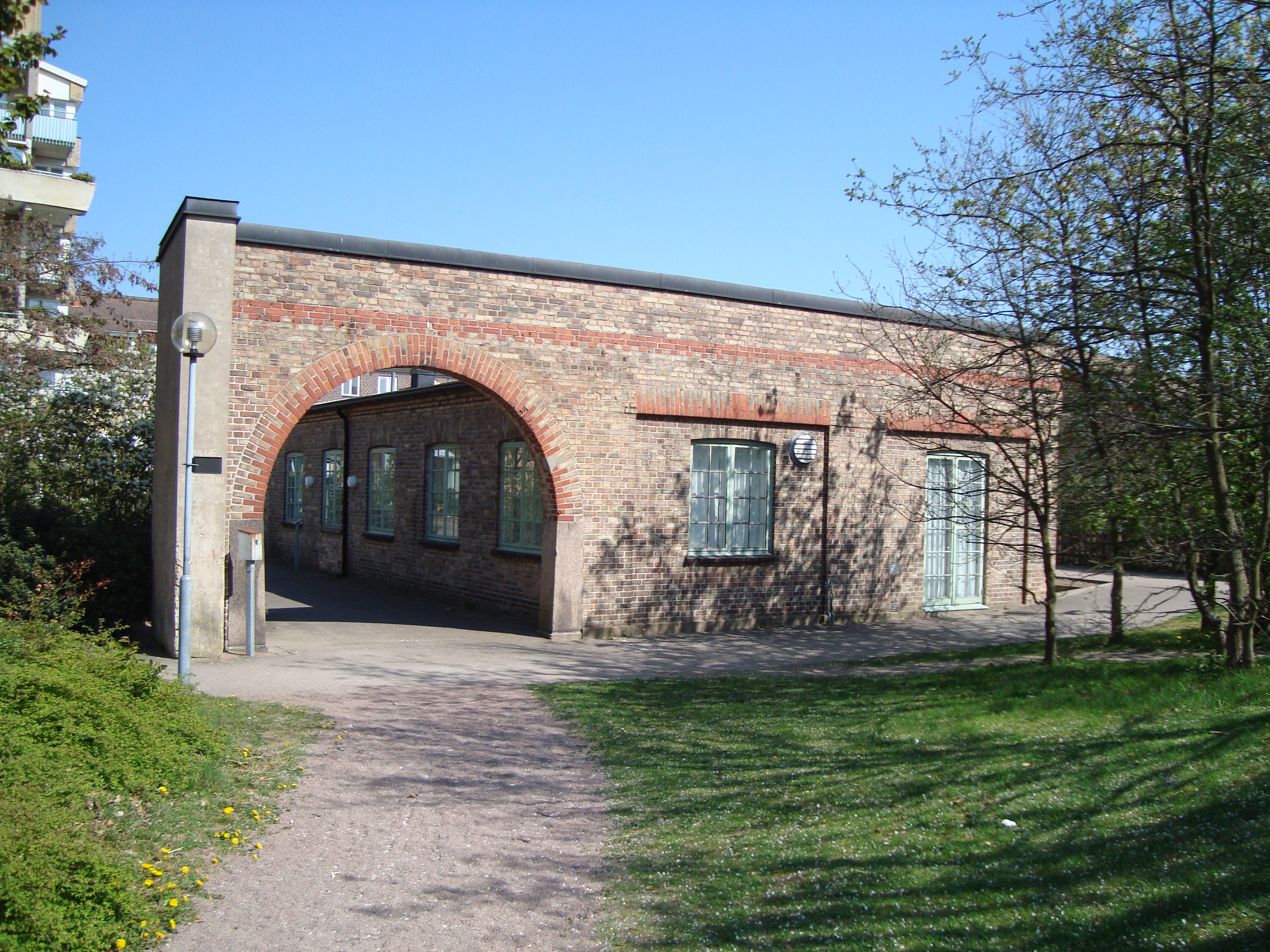
Enda kvarvarande resten av Jaquardväveriet.

På 1930-talet dömdes den täta bebyggelsen med inslag av industrier ut som undermålig och osanitär. Krav på en sanering av området kom från flera inflytelserika arkitekter. En revidering av stadsplanen genomfördes för att tillåta mer lamellhusbebyggelse enligt funktionalismens ideal, vilket innebar en rivning av den gamla bebyggelsen. Inga av dessa planer förverkligades innan andra världskriget, men stadsdelen byggdes dock ut med en del funkishus. Saneringen kom dock att genomföras i slutet av 1950-talet och början av 1960-talet, då en stor del av den gamla bebyggelsen ersattes med moderna hyreshus. Samtidigt genomfördes kommunikationsförbättringar i området, som till stor del var avskuret från staden genom järnvägen. I norr byggdes Söderviadukten, som band samman stadsdelen med Helsingborgs södra stadskärna, och i öster byggdes Hästhagsviadukten. Genom byggandet av Sydhamnen i början av 1960-talet skars stadsdelen av från Öresund och omringades nu av industrier, hamnverksamhet eller bangård på tre sidor. Sydhamnsgatans dragning krävde dessutom omfattande rivningar av bebyggelsen i de norra delarna. Kring 1960 byggdes kvarteret Rosenknoppen ut med storskalig senmodernistisk tegelbebyggelse i 7 till 10 våningar. På 1980-talet revs flera av de äldre industribyggnaderna, däribland det stora Jaquardväveriet, och ersattes av bostadsbebyggelse i mindre skala.

## Befolkningsutveckling
| Befolkningsutvecklingen i Raus plantering 2000–2020 | Befolkningsutvecklingen i Raus plantering 2000–2020 | Befolkningsutvecklingen i Raus plantering 2000–2020 | Befolkningsutvecklingen i Raus plantering 2000–2020 | Befolkningsutvecklingen i Raus plantering 2000–2020 |
| --------------------------------------------------- | --------------------------------------------------- | --------------------------------------------------- | --------------------------------------------------- | --------------------------------------------------- |
|                                                     |                                                     |                                                     |                                                     |                                                     |
| År                                                  |                                                     |                                                     | Folkmängd                                           |                                                     |
| 2000                                                | 2000                                                |                                                     | 2 517                                               |                                                     |
| 2001                                                | 2001                                                |                                                     | 2 517                                               |                                                     |
| 2002                                                | 2002                                                |                                                     | 2 530                                               |                                                     |
| 2003                                                | 2003                                                |                                                     | 2 581                                               |                                                     |
| 2004                                                | 2004                                                |                                                     | 2 590                                               |                                                     |
| 2005                                                | 2005                                                |                                                     | 2 663                                               |                                                     |
| 2006                                                | 2006                                                |                                                     | 2 673                                               |                                                     |
| 2007                                                | 2007                                                |                                                     | 2 773                                               |                                                     |
| 2008                                                | 2008                                                |                                                     | 2 780                                               |                                                     |
| 2009                                                | 2009                                                |                                                     | 2 792                                               |                                                     |
| 2010                                                | 2010                                                |                                                     | 2 788                                               |                                                     |
| 2011                                                | 2011                                                |                                                     | 2 854                                               |                                                     |
| 2012                                                | 2012                                                |                                                     | 2 871                                               |                                                     |
| 2013                                                | 2013                                                |                                                     | 2 842                                               |                                                     |
| 2014                                                | 2014                                                |                                                     | 2 951                                               |                                                     |
| 2015                                                | 2015                                                |                                                     | 2 977                                               |                                                     |
| 2016                                                | 2016                                                |                                                     | 3 043                                               |                                                     |
| 2017                                                | 2017                                                |                                                     | 3 057                                               |                                                     |
| 2018                                                | 2018                                                |                                                     | 2 995                                               |                                                     |
| 2019                                                | 2019                                                |                                                     | 3 087                                               |                                                     |
| 2020                                                | 2020                                                |                                                     | 3 098                                               |                                                     |

## Demografi

### Befolkningssammansättning
Statistikområdet Närlunda hade 3 098 invånare den 31 december 2020, vilket utgjorde 2,7 % av befolkningen i hela Helsingborgs tätort (här alla statistikområden i Helsingborgs kommuns innerområde, motsvarande Helsingborgs tätort inklusive vissa närliggande småorter). Medelåldern var vid samma tid 36,4 år, vilket var lägre än medelåldern för resterande Helsingborg på 40,7 år och den näst lägsta medelåldern i staden efter Mariastaden. Åldersmässigt hade stadsdelen en större andel yngre invånare i åldern 0 till 39 år och en lägre andel vuxna och äldre invånare i åldern 50 och äldre. Den största åldersgruppen var 30 till 39 år.
Andelen personer med utländsk bakgrund, alltså personer som antingen är födda utanför Sverige eller har föräldrar som båda är födda utanför Sverige, var inom statistikområdet 52,4 %, vilket var avsevärt högre än andelen för övriga Helsingborg med 30,3 %. Av de invånare som är födda utanför Sverige hade Planteringen en lägre andel personer födda i Norden och resten av Europa och en märkbart högre andel födda utanför Europa än genomsnittet för staden. Planteringen var efter Drottninghög den stadsdel med näst lägst andel med utländsk bakgrund födda i Norden.
| Åldersfördelning (2020) |        |  |  |  |
| Åldersgrupp             | Andel  |  |  |  |
| 0–9                     | 14,1 % |  |  |  |
| 0–9                     | 11,5 % |  |  |  |
| 10–19                   | 13,0 % |  |  |  |
| 10–19                   | 10,7 % |  |  |  |
| 20–29                   | 15,0 % |  |  |  |
| 20–29                   | 14,7 % |  |  |  |
| 30–39                   | 16,2 % |  |  |  |
| 30–39                   | 14,1 % |  |  |  |
| 40–49                   | 12,2 % |  |  |  |
| 40–49                   | 12,1 % |  |  |  |
| 50–59                   | 11,5 % |  |  |  |
| 50–59                   | 12,5 % |  |  |  |
| 60–69                   | 9,7 %  |  |  |  |
| 60–69                   | 10,3 % |  |  |  |
| 70–79                   | 6,0 %  |  |  |  |
| 70–79                   | 8,8 %  |  |  |  |
| 80–                     | 2,2 %  |  |  |  |
| 80–                     | 5,1 %  |  |  |  |
|                         |        |  |  |  |
|                         |        |  |  |  |
| Medelålder              | 36,4   |  |  |  |
| Medelålder              | 40,7   |  |  |  |

| Utländsk bakgrund (2020)                |        |  |  |  |
|                                         |        |  |  |  |
| Andel                                   | 52,4 % |  |  |  |
| Andel                                   | 30,3 % |  |  |  |
| Födelseland (för födda utanför Sverige) |        |  |  |  |
| Region                                  | Andel  |  |  |  |
| Övriga Norden                           | 3,7 %  |  |  |  |
| Övriga Norden                           | 7,3 %  |  |  |  |
| Övriga Europa                           | 30,6 % |  |  |  |
| Övriga Europa                           | 37,8 % |  |  |  |
| Övriga Världen                          | 65,7 % |  |  |  |
| Övriga Världen                          | 54,8 % |  |  |  |

### Utbildning och inkomst
Befolkningen på Planteringen hade den 31 december 2020 en något lägre utbildningsnivå än Helsingborg som helhet. Andelen invånare mellan 20 och 64 år med endast förgymnasial utbildning låg högt över genomsnittet för staden och andelen med eftergymnasial utbildning var klart lägre än genomsnittet. Högst var andelen med endast förgymnasial utbildning, med 27,3 %, och efter Drottninghög var Planteringen den stadsdel med näst högst andel av denna utbildningsnivå i staden. Den hade också näst lägst andel av invånare med eftergymnasial utbildning, även här efter Drottninghög. Medelinkomsten för statistikområdet uppgick 2020 till 291 200 kronor jämfört med 402 800 kronor för Helsingborg som helhet. Kvinnornas medelinkomst uppgick till 81,0 % av männens, vilket var ungefär i linje med löneskillnaden för hela Helsingborgs tätort där andelen uppgick till ungefär 80 %. Planteringen var dock den stadsdel med lägst medellön för kvinnor.
| Utbildningsnivå (2020) |        |  |  |  |
| Utbildning             | Andel  |  |  |  |
| Förgymnasial           | 28,1 % |  |  |  |
| Förgymnasial           | 13,2 % |  |  |  |
| Gymnasial (≤2 år)      | 21,2 % |  |  |  |
| Gymnasial (≤2 år)      | 16,8 % |  |  |  |
| Gymnasial (3 år)       | 23,2 % |  |  |  |
| Gymnasial (3 år)       | 25,8 % |  |  |  |
| Eftergymn. (<3 år)     | 11,0 % |  |  |  |
| Eftergymn. (<3 år)     | 16,8 % |  |  |  |
| Eftergymn. (≥3 år)     | 11,3 % |  |  |  |
| Eftergymn. (≥3 år)     | 24,4 % |  |  |  |
| Ingen uppgift          | 5,2 %  |  |  |  |
| Ingen uppgift          | 3,0 %  |  |  |  |

| Förvärvsinkomst (2020) |         |  |  |  |
| Kön                    | Inkomst |  |  |  |
| Kvinnor                | 256,8   |  |  |  |
| Kvinnor                | 356,9   |  |  |  |
| Män                    | 317,6   |  |  |  |
| Män                    | 446,6   |  |  |  |
| Samtliga               | 291,2   |  |  |  |
| Samtliga               | 402,8   |  |  |  |

### Sysselsättning och hälsa
Arbetslösheten för personer mellan 20 och 64 år uppgick år 2020 till totalt 21,3 %, vilket är avsevärt högre än genomsnittet för Helsingborg. Arbetslöshetstalen var något högre för män än för kvinnor och Planteringen var den stadsdel som hade högst arbetslöshet bland män. Den öppna arbetslösheten uppgick 2020 till 9,2 %. Andelen förvärvsarbetande uppgick 2019 till totalt 51,8 %. Av de förvärvsarbetande i stadsdelen pendlade 841 personer till arbeten utanför stadsdelen, medan 1 265 personer pendlade in till arbeten inom stadsdelen från boende utanför Planteringen.
Det genomsnittliga antalet utbetalda dagar med sjukpenning, arbetsskadesjukpenning, rehabiliteringspenning, sjukersättning och aktivitetsersättning från socialförsäkringen för stadsdelen uppgick år 2020 till 35 dagar, vilket var högre än de 23 dagar för Helsingborg som helhet. Ohälsotalet var större för kvinnor än för män.
| Arbetslöshet (2020) |        |  |  |  |
| Kön                 | Andel  |  |  |  |
| Kvinnor             | 21,1 % |  |  |  |
| Kvinnor             | 9,8 %  |  |  |  |
| Män                 | 21,4 % |  |  |  |
| Män                 | 10,2 % |  |  |  |
| Samtliga            | 21,3 % |  |  |  |
| Samtliga            | 11,1 % |  |  |  |

| Ohälsotal (2020) |       |  |  |  |
| Kön              | Dagar |  |  |  |
| Kvinnor          | 39    |  |  |  |
| Kvinnor          | 27    |  |  |  |
| Män              | 31    |  |  |  |
| Män              | 19    |  |  |  |
| Samtliga         | 35    |  |  |  |
| Samtliga         | 23    |  |  |  |